# 알 나자프 국제공항

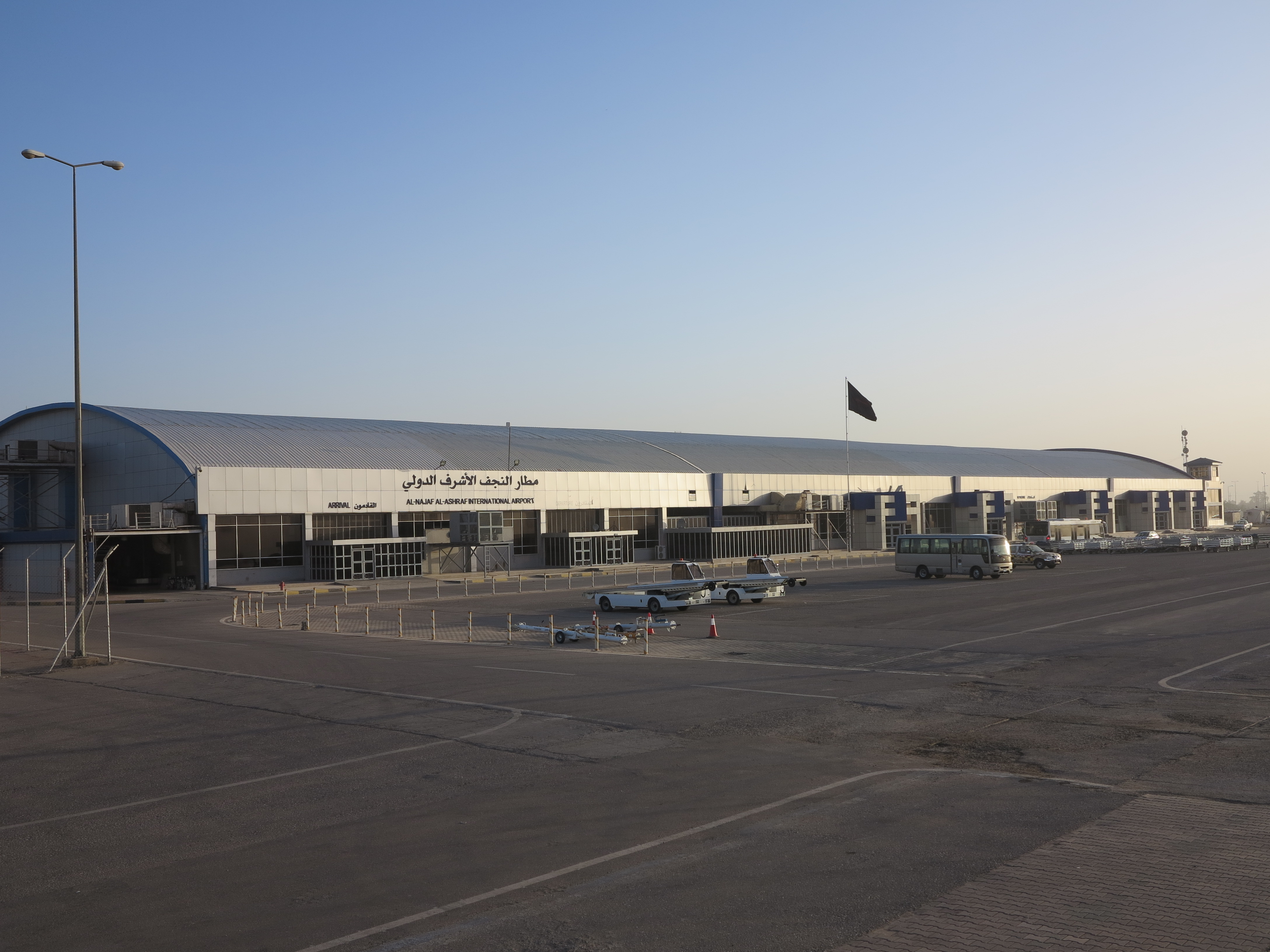
알 나자프 국제공항

알 나자프 국제공항(Al Najaf International Airport, IATA: NJF, ICAO: ORNI)은 이라크 나자프를 관할하는 공항으로, 이 도시의 동쪽에 위치해 있다. 한때 군용비행장이었던 이 시설은 3,000미터 길이, 45미터 너비의 1개의 아스팔트 활주로를 갖추고 있다. 이 공항은 4개의 출발 게이트, 2개의 도착 게이트를 제공하도록 확장 중이다.